# Schekanda
Schekanda war ein nubischer König, der um 1276 in Makuria regierte.
Schekanda ist vor allem aus arabischen Quellen bekannt. Er wurde nach der Vertreibung von König David aus Makuria von den Ägyptern auf den Thron platziert. Schekanda war ein Schwestersohn des David. Die Ägypter zwangen ihn zu besonders hohen Tributzahlungen. Demnach lieferte er dem Sultan jährlich drei Elefanten, drei Giraffen, fünf weibliche Leoparden und 400 Ochsen. Teile von Makuria wurden dem Sultan unterstellt. Schekanda konnte sich nicht lange auf dem Thron halten. Im Jahr 1279 ist ein neuer Herrscher von Makuria bezeugt.